# Macquaria australasica
Macquaria australasica е вид лъчеперка от семейство Percichthyidae.

## Разпространение
Видът е разпространен в Австралия.